# Kanikkaran
Cette page contient des caractères d'alphasyllabaires indiens. En cas de problème, consultez Aide:Unicode.
Le kanikkaran (Mlym : കണ്ണിക്കാരൻ, Taml : கணிக்காரன்), aussi appelé kani ou malambhaasha (langue des montagnes), est une langue dravidienne parlée par le peuple kanikkar au sud de l'Inde.

## Locuteurs
Les 20 000 locuteurs de la langue kanikkaran font partie du peuple indigène kanikkar, composé de 24 000 personnes vivant au sud de l'Inde, dans les disctricts de Thiruvananthapuram et de Kollam dans l'état du Kerala ainsi que dans les districts de Kanyakumari et de Tirunelveli dans l'état du Tamil Nadu.
Les principales religions du peuple kanikkar sont l'hindouisme (98,14%) et le christianisme (1,53%). Parmi les locuteurs natifs du kanikkaran, il y a 3 300 locuteurs seconds du tamoul et 2 000 locuteurs seconds du malayalam.

## Phonologie

### Voyelles
Le kanikkaran a cinq voyelles : [a], [e], [i], [o] et [u]. Il y a une distinction entre les voyelles courtes les voyelles longues ([aː], [eː], [iː], [oː] et [uː]).

### Consonnes
|            |           | Bilabiales | Labio-dentales | Dentales | Alvéolaires | Rétroflexes | Palatales | Vélaires |
| ---------- | --------- | ---------- | -------------- | -------- | ----------- | ----------- | --------- | -------- |
| Occlusives | nasales   | [m]        |                | [n̪]      | [n]         | [ɳ]         | [ ɲ]      | [ŋ]      |
| Occlusives | sourdes   | [p]        |                | [t̪]      |             | [ʈ ]        | [c]       | [k]      |
| Occlusives | voisées   | [b]        |                | [d̪]      |             |             |           |          |
| Spirantes  | Spirantes |            | [ʋ]            |          | [l]         | [ɭ ]        | [ j]      |          |
| Roulées    | Roulées   |            |                |          | [r]         |             |           |          |
| Battues    | Battues   |            |                |          | [ɾ]         |             |           |          |

## Comparaison phylogénétique
|        | Kanikkaran | Malayalam | Tamoul | Kannada |
| ------ | ---------- | --------- | ------ | ------- |
| un     | onnu       | onnu      | onru   | ondu    |
| deux   | ɾaɳɖu      | ɾaɳʈu     | iɾaɳɖu | eeraɖu  |
| trois  | munnu      | muunn     | muunru | muuru   |
| quatre | naalu      | naaluu    | naaŋku | naalku  |
| cinq   | eɲcu       | aɲcu      | aintu  | aydu    |
| six    | aaru       | aaru      | aaru   | aaru    |
| sept   | eeju       | eeɻu      | eeɻu   | eeɭu    |
| huit   | eʈʈu       | eʈʈu      | eʈʈu   | eɳʈu    |
| neuf   | ompadu     | ompatu    | ompatu | ombattu |
| dix    | pattu      | pattu     | pattu  | hattu   |